# NEC車いすテニスツアー
ITF車いすテニスツアー（英語:ITF Wheelchair Tennis Tour）は国際テニス連盟（ITF）公認の車いすテニストーナメントの総称。1992年、11大会から始まり、2007年現在で32か国において126大会が行なわれている。大会スポンサーはユニクロ。
ツアーに含まれる各大会は、会場をはじめ、ドローサイズ、有資格審判、賞金金額、バリアフリーな関連設備の有無など、その運営規模に従って以下のグレードに分類される。
- グランドスラム（Grand Slam; GS）
  - 全豪オープン、全仏オープン、ウィンブルドン選手権、全米オープン（ニューヨーク）
  - 賞金 - 60,000米ドル
- スーパーシリーズ（Super Series; SS）
  - 全英オープン、ジャパンオープン、USTA全米車いす選手権
  - 賞金 - 26,000米ドル
- マスターズシリーズ（Masters Series; MS）
  - NEC車いすテニスマスターズ、車いすテニスダブルスマスターズ
  - 賞金 - ITFによって承認された額
- ITF1シリーズ（ITF 1 Series ITF 1）
  - BNPパリバ・フレンチオープン、スイスオープンなど
  - 賞金 - 20,000米ドル
- ITF2シリーズ（ITF 2 Series; ITF 2）
  - 賞金 - 14,000米ドル
- ITF3シリーズ（ITF 3 Series; ITF 3）
  - 賞金 - 10,000米ドル
- フューチャーズシリーズ（Futures Series; Futures）
  - 賞金 - 1,800米ドル

このうち、グランドスラム大会が、賞金額が最も高額でランキングのための獲得ポイントも多い。マスターズシリーズにはランキングの上位選手のみが出場できる。このほかに、国別対抗戦のワールドチームカップなどがある。
日本で行なわれるトーナメントでは、ジャパンオープンがスーパーシリーズ、ピースカップおよび神戸オープンがITF3、仙台オープン、神奈川オープン、大阪オープン、三沢オープン、北九州オープンの5大会がフューチャーズのグレードとなっている。
なお、トップ選手（エントリー締め切り時点で男子は上位20位、女子は10位、クァードは4位までのランキングに入っている選手）はフューチャーズの大会には出場できない。ITF3の大会にも男子の上位10位、女子の上位5位までの選手は年2大会までと出場に制限が設けられている。

## 註
1. ↑  International Tennis Federation. “NEC Tour - Introduction”. Wheelchair Tennis. 2007年12月12日閲覧。
2. ↑  International Tennis Federation. “Restrictions for Top Players” (PDF). Tournament Guide 2009. pp. 50. 2009年1月24日閲覧。